# Triquerville
Triquerville is een plaats en voormalige gemeente in het Franse departement Seine-Maritime in de regio Normandië en telt 348 inwoners (1999). De plaats maakt deel uit van het arrondissement Le Havre.

## Geschiedenis
Triquerville is op 1 januari 2016 gefuseerd met de gemeenten Auberville-la-Campagne, Notre-Dame-de-Gravenchon en Touffreville-la-Cable tot de gemeente Port-Jérôme-sur-Seine. 

## Geografie
De oppervlakte van Triquerville bedraagt 3,0 km², de bevolkingsdichtheid is 116,0 inwoners per km².
De onderstaande kaart toont de ligging van Triquerville met de belangrijkste infrastructuur en aangrenzende gemeenten.

## Demografie
Onderstaande figuur toont het verloop van het inwonertal (bron: INSEE-tellingen).